# Коефіцієнт інтелекту (фільм)
«Коефіцієнт інтелекту» (англ. I.Q.) — американська романтична комедія 1994 року режисера Фреда Шепізі з Волтером Метгау, Мег Раян і Тімом Роббінсом у головних ролях. Дійовими особами у фільмі виступають як вигадані персонажі, так і реальні люди Альберт Ейнштейн, Борис Подольський, Дуайт Ейзенхауер, показані у гумористичному вигляді. Підгрунтям для створення сюжету фільму стали гумористична вдача Альберта Ейнштейна і його реальна віра у «вищий розум».

## Короткий сюжет
Автомеханік Ед Волтерс зустрічається у автомайстерні з Кетрін Бойд і закохується у неї з першого погляду, а у неї вже є жених Джеймс Меріленд, професор психології. Помітивши, що Кетрін забула свого годинника, Ед, щоб повернути його, їде за її адресою і виявляє, що Альберт Ейнштейн — її дядько. Ейнштейну, зображеному життєрадісною людиною, як і його друзі-вчені Борис Подольський, Курт Гедель і Натан Лібкнехт, подобається Ед, в якому Ейнштейн одразу побачив кращу пару для своєї племінниці. Вчені беруться трішечки допомогти природі у любовних справах…

## Ролі виконували
- Тім Роббінс — Ед Волтерс
- Мег Раян — Кетрін Бойд
- Волтер Метгау — Альберт Ейнштейн
- Джин Секс — Борис Подольський
- Лу Джекобі — Курт Гедель
- Джозеф Маєр — Натан Лібкнехт
- Стівен Фрай — Джеймс Меріленд
- Тоні Шалуб — Боб Розетті
- Френк Вейлі — Френк
- Чарльз Дернінг — Луїс Бамбергер
- Кін Кертіс — Дуайт Ейзенхауер

## Критика
Фільм отримав змішані відгуки: Rotten Tomatoes дав оцінку 42 % на основі 26 відгуків від критиків і 47 % від більш ніж 25 000 глядачів.